# Jean Zimmer
Jean Zimmer (* 6. prosince 1993, Bad Dürkheim, Německo) je německý fotbalový obránce, v současnosti hraje v německém klubu VfB Stuttgart. Hraje na postu pravého obránce.

## Klubová kariéra
Zimmer je odchovancem 1. FC Kaiserslautern, kde působil v mládežnických týmech i rezervě. V létě 2016 podepsal čtyřletou smlouvu s VfB Stuttgart.

## Reprezentační kariéra
Jean Zimmer se v roce 2014 stal členem německé reprezentace U21.